# Dolichosaccus diamesus
Espèce
Dolichosaccus diamesus est une espèce de trématodes de la famille des Telorchiidae.

## Hôtes
Cette espèce parasite la grenouille australienne Litoria freycineti,.